# Oleg Belaventsev
Oleg Jevgenevitj Belaventsev född 15 september 1949 i Moskva, var befullmäktigad företrädare för Ryska federationens president Vladimir Putin i federationssubjekten Krims federala distrikt och Sevastopol och icke-ständig ledamot av ryska säkerhetsrådet. Distriktet slogs samman med Södra federala distriktet den 28 juli 2016.